# Alette Sijbring
Alette Sijbring, née le 20 mars 1982 à Zierikzee, est une poloïste internationale néerlandaise. Elle remporte la médaille d'or lors Jeux olympiques d'été de 2008 avec l'équipe des Pays-Bas.

## Palmarès

### En sélection
- Pays-Bas
  - Jeux olympiques :
    - Médaille d'or : 2008.